# Nový Luhov
Nový Luhov (německy Neu Luh) je malá vesnice, část obce Brniště v okrese Česká Lípa. Nachází se tři kilometry jihovýchodně od Brniště.
Nový Luhov leží v katastrálním území Luhov u Mimoně o výměře 6,48 km².

## Historie
První písemná zmínka o vesnici pochází z roku 1633. V polovině 16. století vlastník panství Vartenberku (Stráž pod Ralskem) Kašpar Hyršpergár zřídil podle německého práva na místě někdejšího dvora novou vesnici, kterou nazval podle páchnoucího močálu Smrďákov. Usazení Němci ji pojmenovali Steindorf.

## Pamětihodnosti
- Zaniklá lípa v Luhově – památný strom (lípa velkolistá) při samotě u místní cesty z Nového Luhova do Sedliště (50°42′30″ s. š., 14°44′56″ v. d.)

## Další fotografie

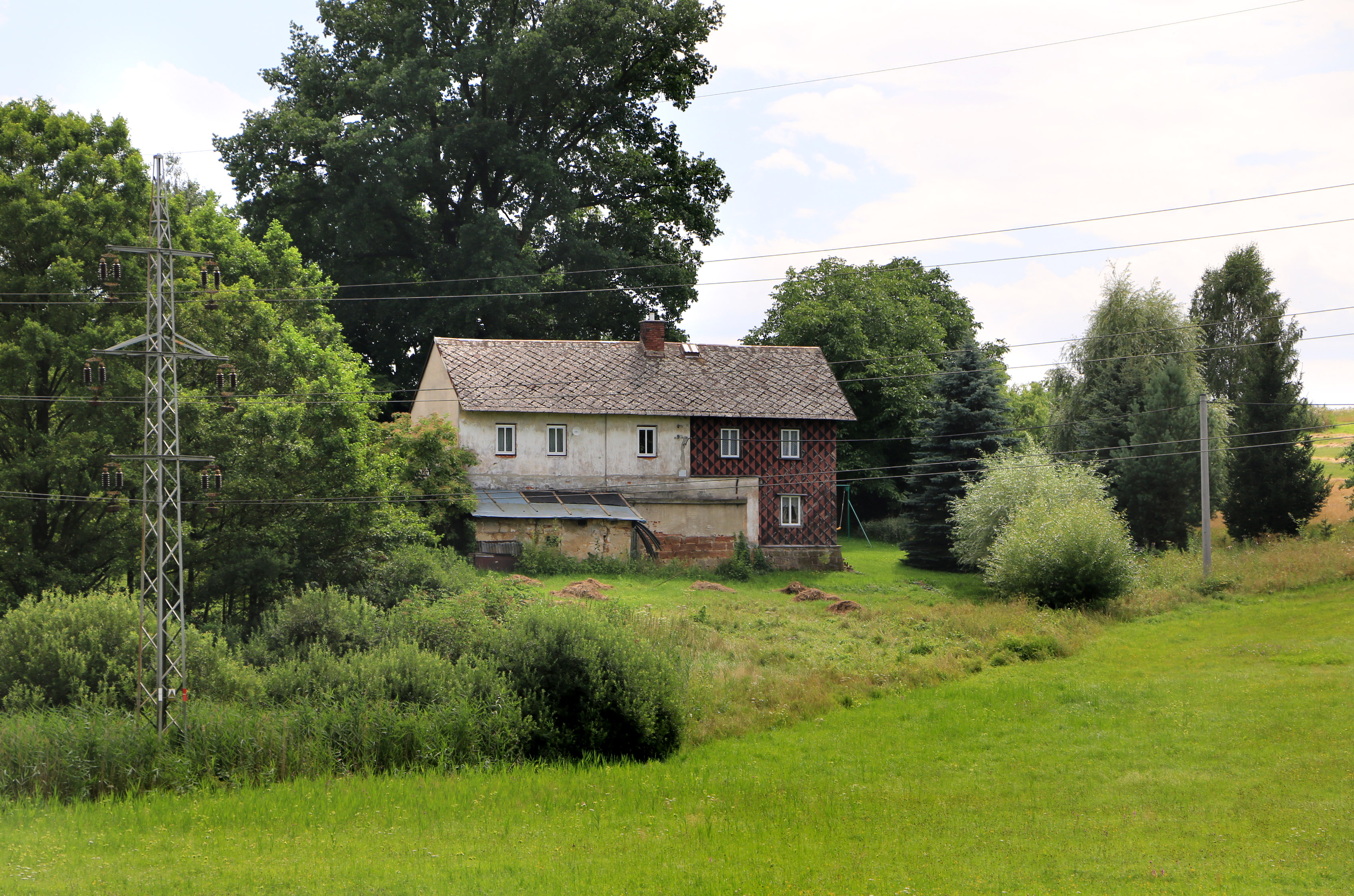
Dům čp. 8
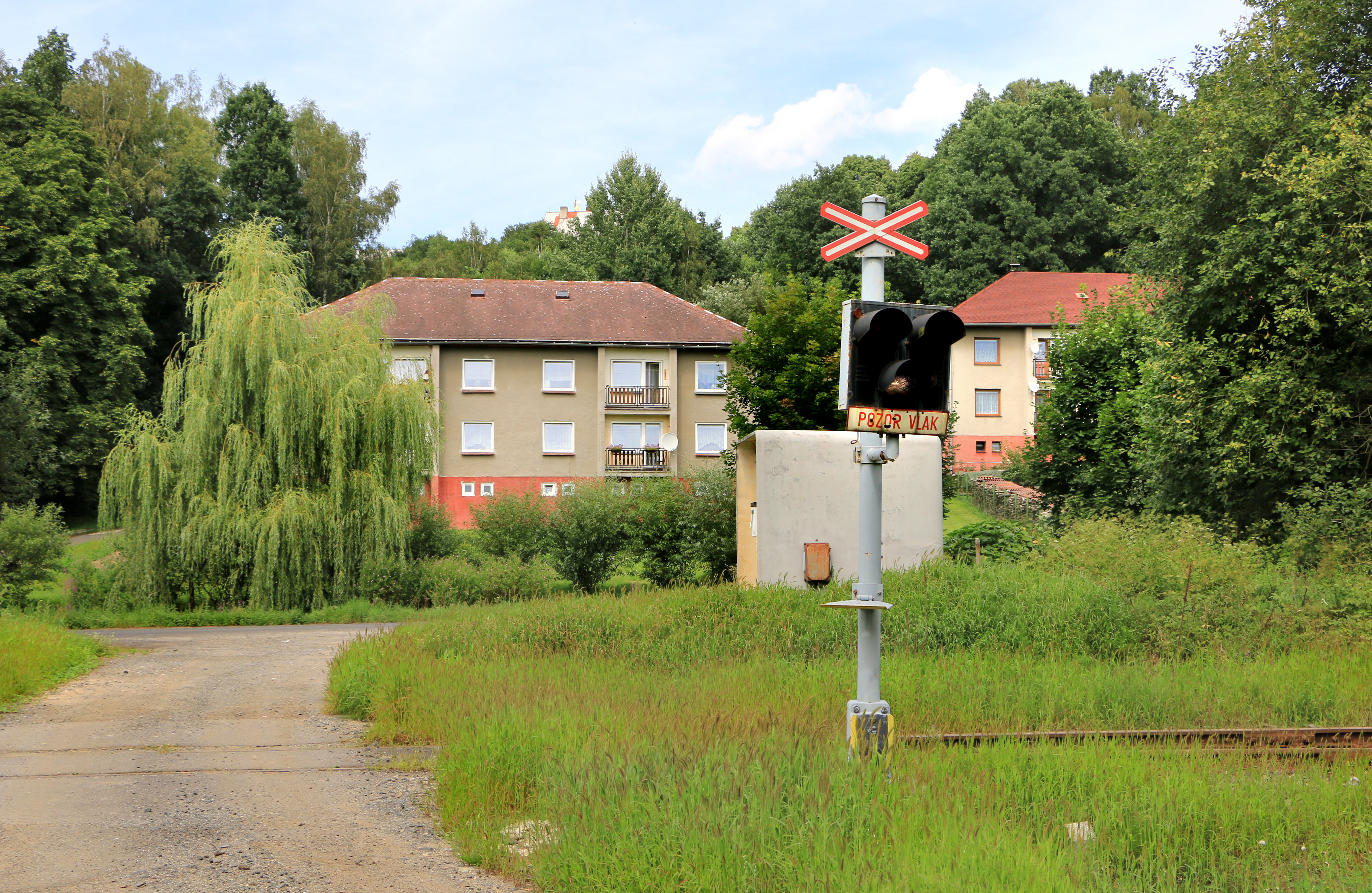
Malé sídliště
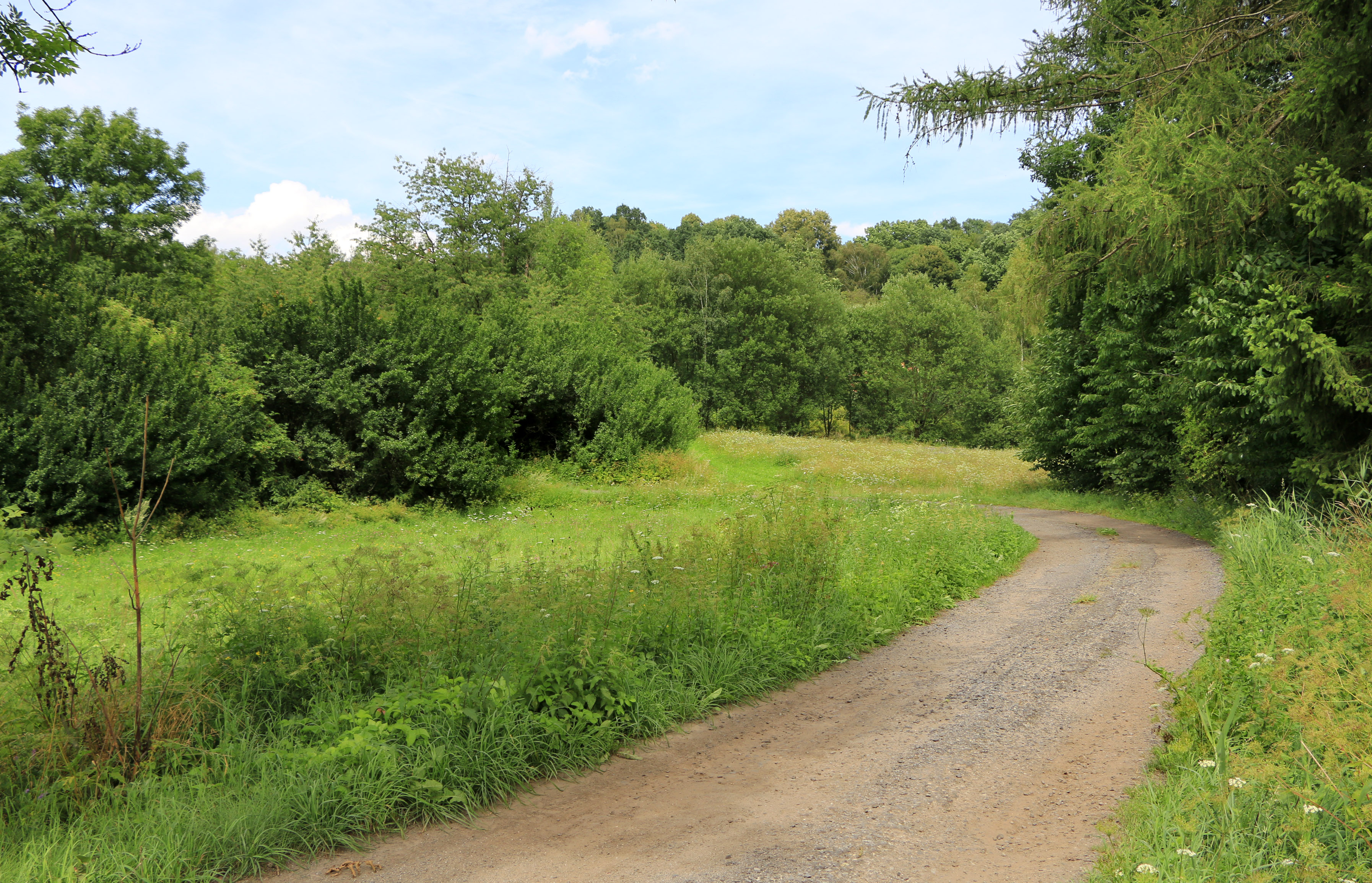
Silnice k samotám